# Kogelbrief
Een kogelbrief is een specifiek soort dreigbrief waarbij een kogel wordt meegestuurd. De ontvanger is meestal een gezagsdrager en/of bekend persoon.
De term kogelbrief zou voor het eerst zijn gebruikt in 1998, door het Vlaams dagblad De Morgen. De krant schreef dat de Vlaamse minister van Ruimtelijke Ordening Eddy Baldewijns enkele maanden eerder een brief met een kogel erin had ontvangen.
Het eerste bekende geval van een kogelbrief in Nederland deed zich voor in 2001 toen de burgemeester van Opmeer een brief met een kogel ontving. In 2002 en 2003 ontving een twintigtal bekende Nederlanders een kogelbrief. De brieven bleken grotendeels afkomstig van dezelfde persoon. Door een groot aantal poststukken op een postsorteercentrum te Rotterdam door een röntgenscanner te halen, kon worden achterhaald dat de afzender in Rotterdam-Zuid woonde; vervolgens werd hij in augustus 2003 aangehouden. Het bleek te gaan om de 48-jarige Rotterdammer Peter S. die door het verzenden van dreigbrieven onder meer het onderzoek naar de moord op Chris van der Werken wilde doen heropenen. S. was opgevallen door in zijn brieven de woorden garnalenhersenen en hersengarnalenmassa te gebruiken. Er werd drie jaar celstraf tegen hem geëist, waarvan één jaar voorwaardelijk. Op 28 april 2004 werd hij tot 16 maanden gevangenisstraf veroordeeld.
Naast S. hebben ook andere personen kogelbrieven verstuurd.
Op 22 april 2004 werd in een postsorteercentrum een kogelbrief onderschept die was geadresseerd aan burgemeester Leers van de gemeente Maastricht.

## Personen aan wie een kogelbrief werd gestuurd (onvolledig)
- Eddy Baldewijns, politicus (1998)
- Frank Rijkaard voetbaltrainer (mei 2002)
- Mat Herben, politicus (mei 2002)
- redactie RTV Oost (mei 2002)
- Ferry Mingelen, journalist (2002)[1]
- Ad Melkert, politicus (plus pistool; 2002)
- Guus Hiddink, voetbaltrainer (augustus 2002, en oktober 2002)
- Henk Kesler, KNVB-directeur (augustus 2002)
- Ivo Opstelten, burgemeester Rotterdam
- Annemarie Jorritsma-Lebbink, politica
- Herman Heinsbroek, politicus
- Paul Rosenmöller, politicus
- Hilbrand Nawijn, minister
- Katja Schuurman, actrice
- John van Loen, voormalig profvoetballer
- Bert van Marwijk, voetbaltrainer
- Piet Hein Donner, minister van justitie
- Rob van Hulst, acteur
- Jeroen Pauw, tv-presentator
- Albert Verlinde, tv-presentator
- Jaap Jongbloed, tv-presentator
- Peter R. de Vries, tv-presentator (juni 2015)
- Martin Kievits, LPF-politicus
- Britta Böhler, advocate Volkert van der Graaf
- Frans Bauduin, rechtbankvoorzitter (april 2003)
- Koos Plooy, officier van justitie (april 2003)
- Jan Peter Balkenende, minister-president (mei 2003)
- Koningin Beatrix, staatshoofd (juli 2003)
- Fons van Westerloo, SBS-directeur (augustus 2003)
- huisarts in Stramproy (september 2003)
- P. Gondrie, wethouder te Best (oktober 2003)
- Ireen van Engelen, bestrijdster pedofilie (december 2003)
- Wim Bleumink, ondernemer te Deventer (december 2003)
- Reinier Oskamp, advocaat Erik de Vlieger (december 2003)
- leraren van Marcanti College te Amsterdam (15 januari 2004)
- Gerd Leers, burgemeester van de gemeente Maastricht (april 2004)
- Naïma Amzil, arbeidster bij visdelicatessenbedrijf Remmery (november-maart 2004-2005)
- Koos Karssen, burgemeester Maassluis
- Halbe Zijlstra, fractievoorzitter VVD (oktober 2015)
- Beau van Erven Dorens, presentator RTL Boulevard (juli 2018)
- Paul de Leeuw, tv-presentator/zanger